# Wedoquella denticulata
Wedoquella denticulata là một loài nhện trong họ Salticidae.
Loài này thuộc chi Wedoquella. Wedoquella denticulata được María Elena Galiano miêu tả năm 1984.